# Матлах, Алексей Сергеевич
Алексей Сергеевич Матлах  (бел. Аляксей Сяргеевіч Матлах; род. 31 мая 2000, Бобруйск, Могилёвская область) — белорусский футболист, защитник клуба «Белшина».

## Карьера
Воспитанник бобруйского клуба «Белшина». В 2019 году выступал во второй команде клуба во Второй Лиге. В 2021 году отправился в аренду в «Осиповичи». В 2022 году начинал сезон в дублирующем состав клуба. В мае 2022 года стал подтягиваться к играм с основной командой. Дебютировал за клуб 22 июня 2022 года в матче Кубка Беларуси против «Технолога-БГУТ». Дебютный матч в Высшей лиге сыграл 14 августа 2022 года против борисовского БАТЭ.
Новый сезон начал с матча 4 марта 2023 года в рамках Кубка Беларуси против борисовского БАТЭ. Вылетел из розыгрыша Кубка Беларуси, с разгромным счётом уступив борисовскому клубу 11 марта 2023 года в ответном четвертьфинальном матче. Первый матч в чемпионате сыграл 19 марта 2023 года против «Сморгони». В мае 2023 года по решению контрольно-дисциплинарного комитета АБФФ был оштрафован за участие в договорных матчах и получил шестимесячную дисквалификацию в случае неуплаты штрафа. По итогу сезона завершил чемпионат на последнем месте и вылетел в Первую лигу.